# Julien Blanc-Gras

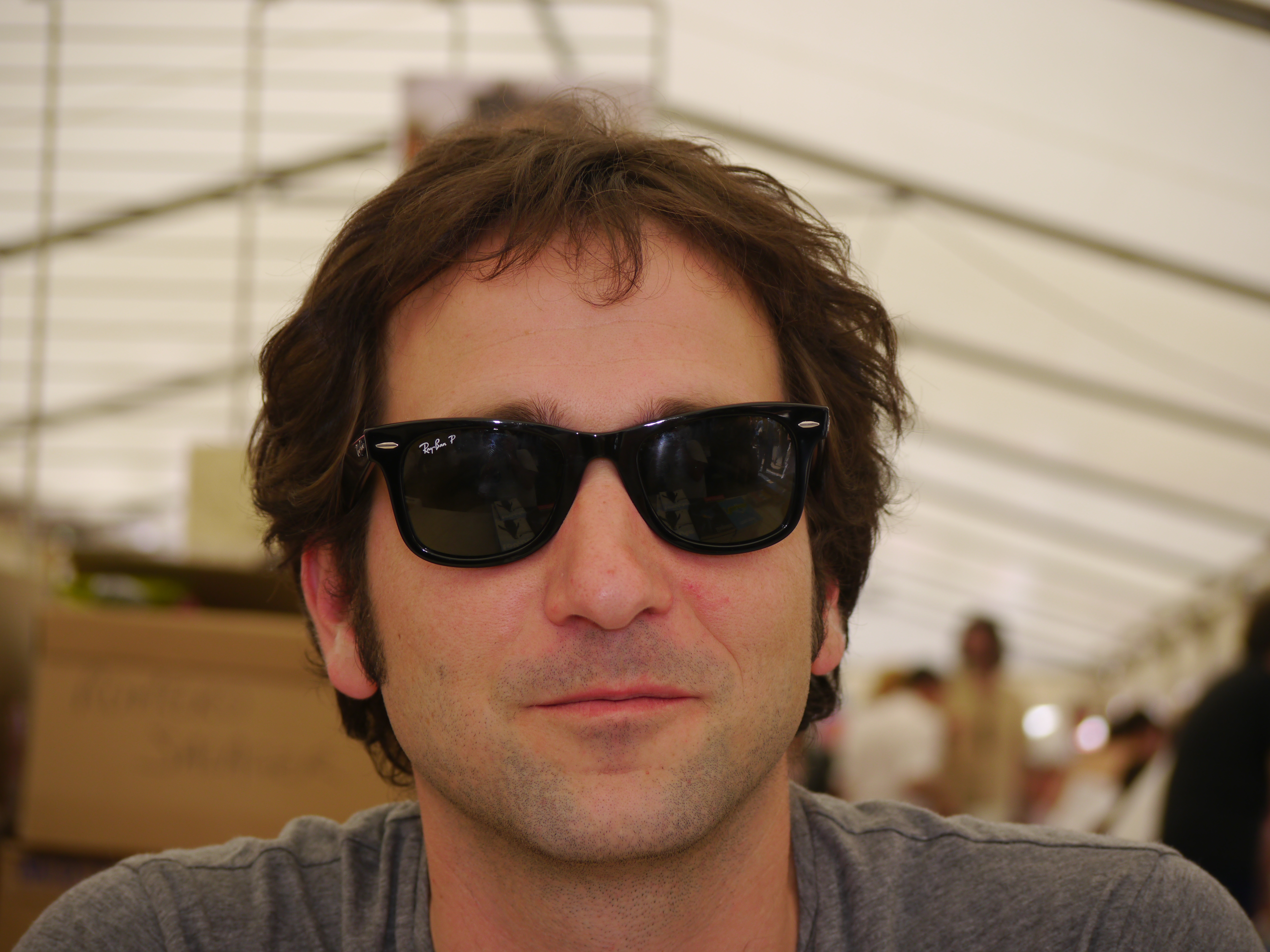
Julien Blanc-Gras (2011)

Julien Blanc-Gras (* 11. August 1976 in Gap, Département Hautes-Alpes, Frankreich) ist ein französischer Journalist und Autor.

## Leben
Blanc-Gras studierte Journalismus an der Universität Grenoble und anschließend in Hull in England.
2006 erhielt er in Chambéry die Auszeichnung Prix du premier roman de Chambéry  für seinen 2005 erschienenen Erstlingsroman Gringoland. Sein 2011 erschienenes Buch Touriste wurde 2015 in deutscher Sprache veröffentlicht.

## Werke
- Gringoland.  Éditions Au Diable Vauvert, Vauvert (Gard) 2005, Frankreich, ISBN 2-846260915.
- Comment devenir un dieu vivant. Éditions au Diable Vauvert. Vauvert (Gard) 2008, Frankreich, ISBN 978-2-846261531.
- Touriste. Éditions Au Diable Vauvert, Vauvert (Gard) 2011, Frankreich, ISBN 978-2-846262958.
  - deutsch von Annika Loose: Tourist. Wie ich mit Buddhas Mutter zu Abend aß, in Mosambik Frösche fing und Radarfallen im Busch entkam. Mareverlag, Hamburg 2015, ISBN 978-3-86648-219-7.[1]
- Paradis (avant liqudation). Éditions Au Diable Vauvert, Vauvert (Gard) 2013, Frankreich, ISBN 978-2-846265003.
- In utero. Editions Au Diable Vuvert, Vauvert (Gard) 2015, ISBN 978-2-846269971.
- Briser la glace. Paulsen 2016, Frankreich, ISBN 978-2352211730.
  - deutsch von Annika Klapper: Das Eis brechen. Meine Reise in die Arktis. Mareverlag, Hamburg 2020, ISBN 978-3-86648-605-8.